# Pedersker
Pedersker ist eine kleine Ortschaft mit 230 Einwohnern (Stand 1. Januar 2023) auf der dänischen Ostseeinsel Bornholm. Die Ortschaft liegt im gleichnamigen Kirchspiel (Pedersker Sogn), das bis 1970 zur Harde Sønder Herred im damaligen Bornholms Amt gehörte. Mit der Auflösung der Hardenstruktur wurde das Kirchspiel in die Kommune Aakirkeby aufgenommen, die Kommune wiederum ging nach einer Volksentscheidung zum 1. Januar 2003 mit anderen Kommunen in der Regionskommune Bornholm auf. Zwischen 2003 und 2007 war diese kreisfrei, seit dem 1. Januar 2007 gehört sie zur Region Hovedstaden.
Der Name der Ortschaft leitet sich von der Kirche St. Peter im Ort ab. Pedersker liegt etwa acht Kilometer südöstlich von Aakirkeby und etwa elf Kilometer südwestlich von Nexø.
Zwischen dem Ort und Poulsker liegt der Ringwall von Rispebjerg.
Die 1861 erbaute Kirkemølle gehört zu den historischen Windmühlen auf Bornholm.

## Galerie

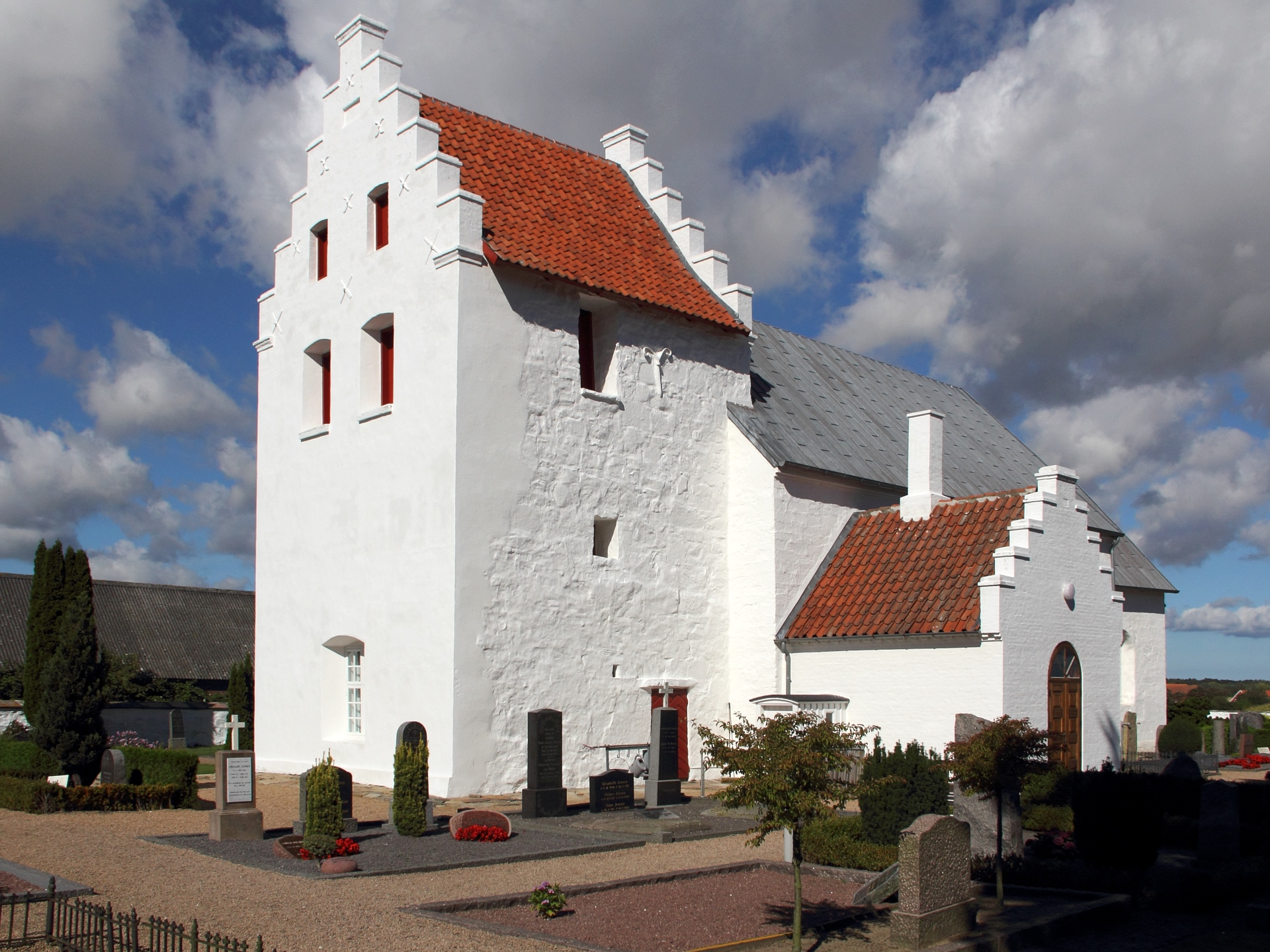
Sankt Peders Kirke in Pedersker
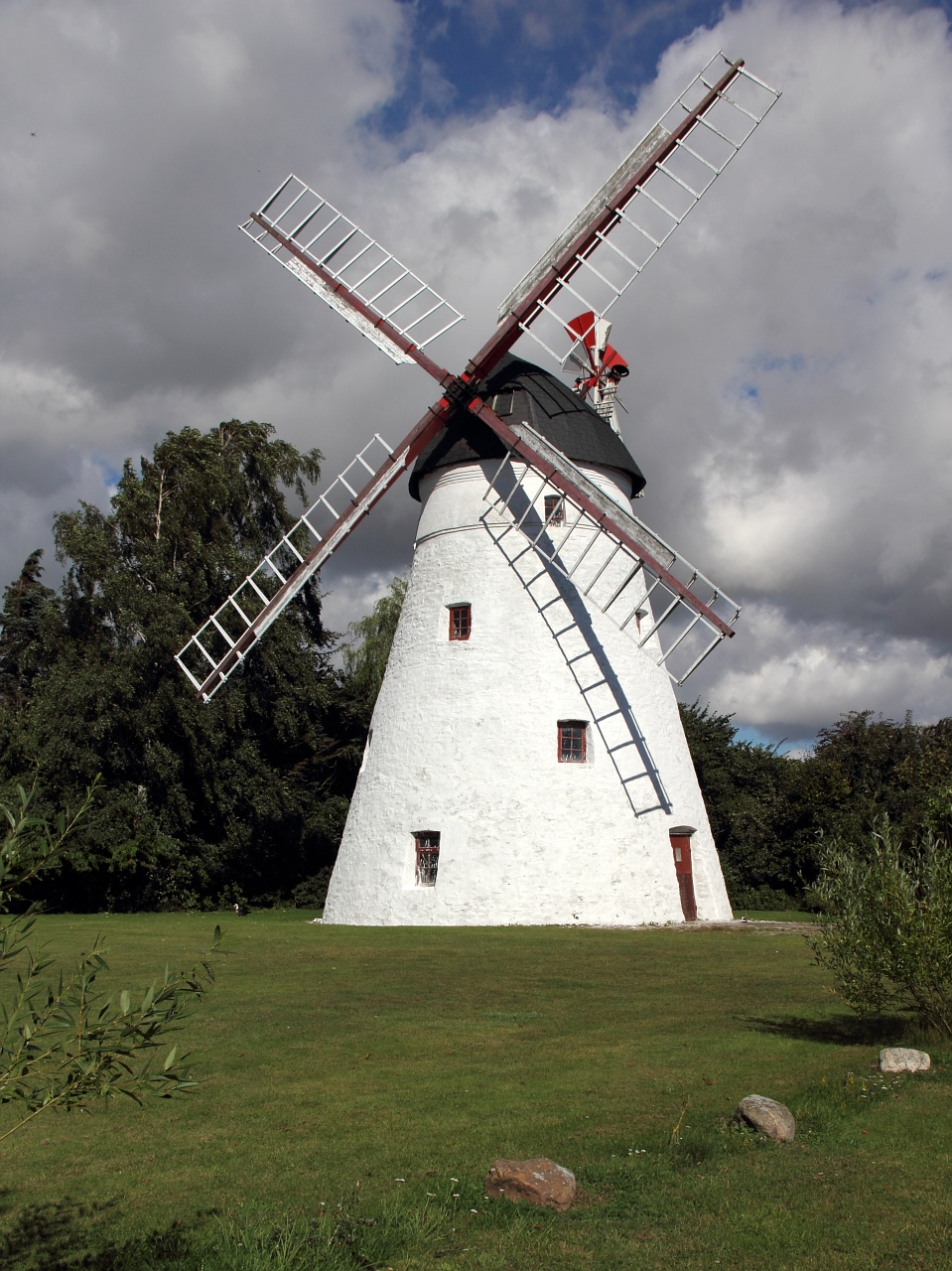
Kirkemølle in Pedersker